# Adieu Mandalay
Pour plus de détails, voir Fiche technique et Distribution.
Adieu Mandalay (chinois simplifié : 再見瓦城 ; pinyin : Zài Jiàn Wǎ Chéng) est un film dramatique franco-germano-taïwano-birman réalisé par Midi Z, sorti en 2016.
Il est présenté à la Mostra de Venise 2016 dans la section Giornate degli autori.

## Synopsis
Liangqing et Guo sont deux jeunes Birmans qui émigrent clandestinement en Thaïlande. Elle travaille à la plonge dans un restaurant à Bangkok, lui dans une usine textile. Les deux jeunes gens ont des ambitions différentes.

## Fiche technique
- Titre français : Adieu Mandalay
- Titre chinois original : 再見瓦城, Zài Jiàn Wǎ Chéng
- Titre anglais : The Road to Mandalay
- Réalisation et scénario : Midi Z
- Musique : Lim Giong
- Sociétés de production : House on Fire, Flash Forward Entertainment, Myanmar Montage Productions, Bombay Berlin Film Production, Seashore Image Productions
- Pays de production :  Taïwan -  France -  Birmanie -  Allemagne[1]
- Format : Couleurs - 35 mm - 1,85:1
- Genre : drame
- Durée : 108 minutes
- Dates de sortie :
  -  Italie : 5 septembre 2016 (Mostra de Venise 2016 - section Giornate degli autori)
  -  France : 26 avril 2017

## Distribution
- Kai Ko : Guo
- Wu Ke-xi : Liangqing

## Accueil

### Accueil critique
L'accueil critique est positif : le site Allociné recense une moyenne des critiques presse de 3,5/5, et des critiques spectateurs à 3,4/5. 
Pour Arnaud Schwartz de La Croix, « Adieu Mandalay est de ces films qui ouvrent sur le monde une fenêtre rare, aussi inattendue que riche d'enseignements. [..] Adieu Mandalay doit sa réussite à une mise en scène délicate, à ses belles images sobres, à son propos subtil sur cette quête de liberté qui peut se muer en un empêchement plus redoutable que celui que l'on fuit. Le film est porté par deux interprètes magnifiques qui font passer bien des choses avec une belle économie d'effets. ».
Pour Didier Péron de Libération, « le film n'est jamais misérabiliste ou mélodramatique. Il contemple avec une grande douceur et maîtrise des enjeux la lutte sans cesse remise en chantier pour conjurer le mauvais sort, trouver l'imperceptible brèche qui permettra d'échapper à la succession des jours tristes. [...] La lente brûlure du film est comme la résurgence inespérée de ce qui fit les grandes heures de la nouvelle vague taïwanaise des années 80 et 90. ».

## Prix
- 2016 : Grand Prix du long métrage - Licorne d'Or au Festival international du film d'Amiens.